# أنماط في الطبيعة

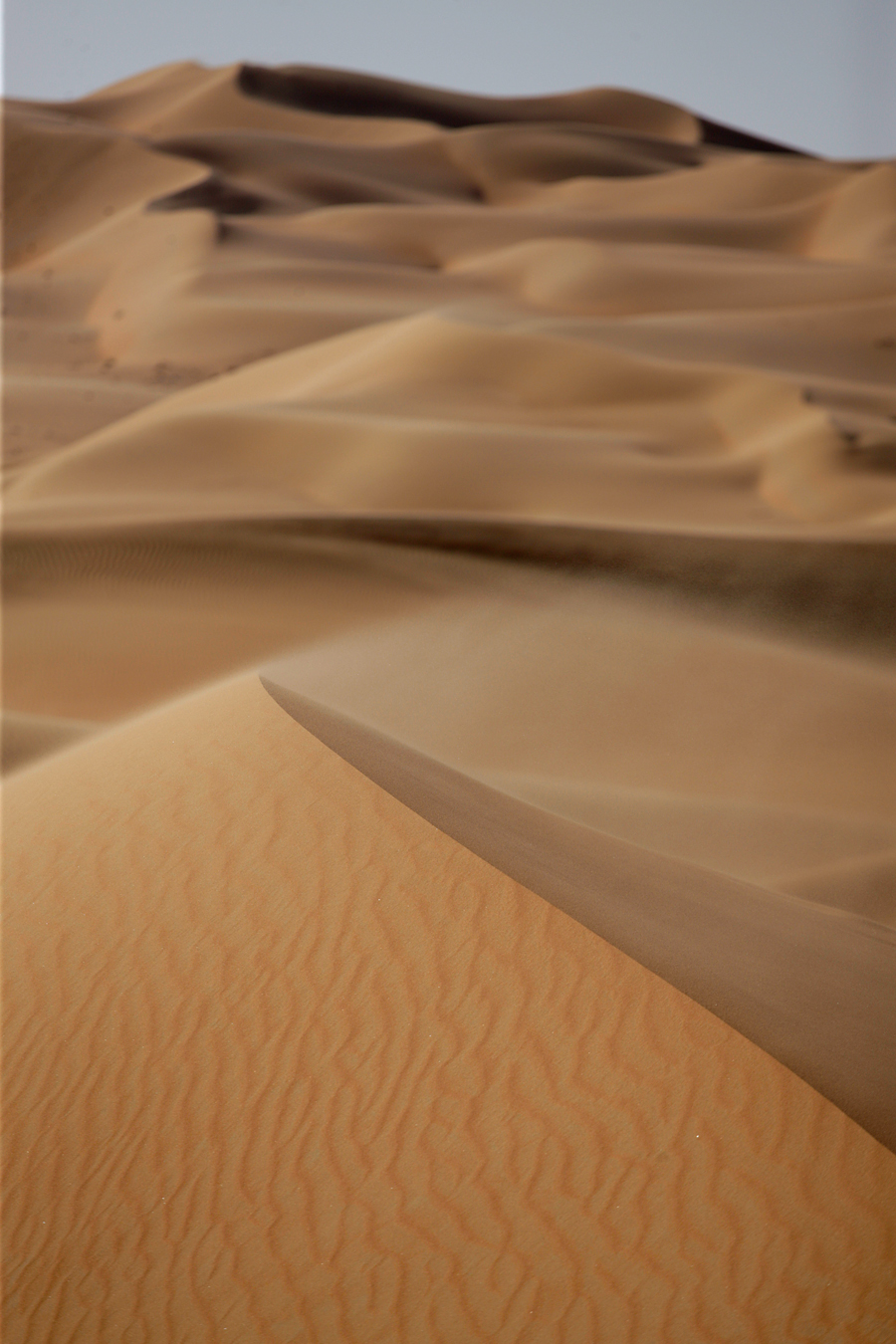
الأنماط الطبيعية تشكل كيفية عصف الرياح في الكثبان الرملية في صحراء ناميب. في الهلال على شكل كثبان وتموجات على سطحها تتكرر أينما كانت هناك شروط مناسبة.

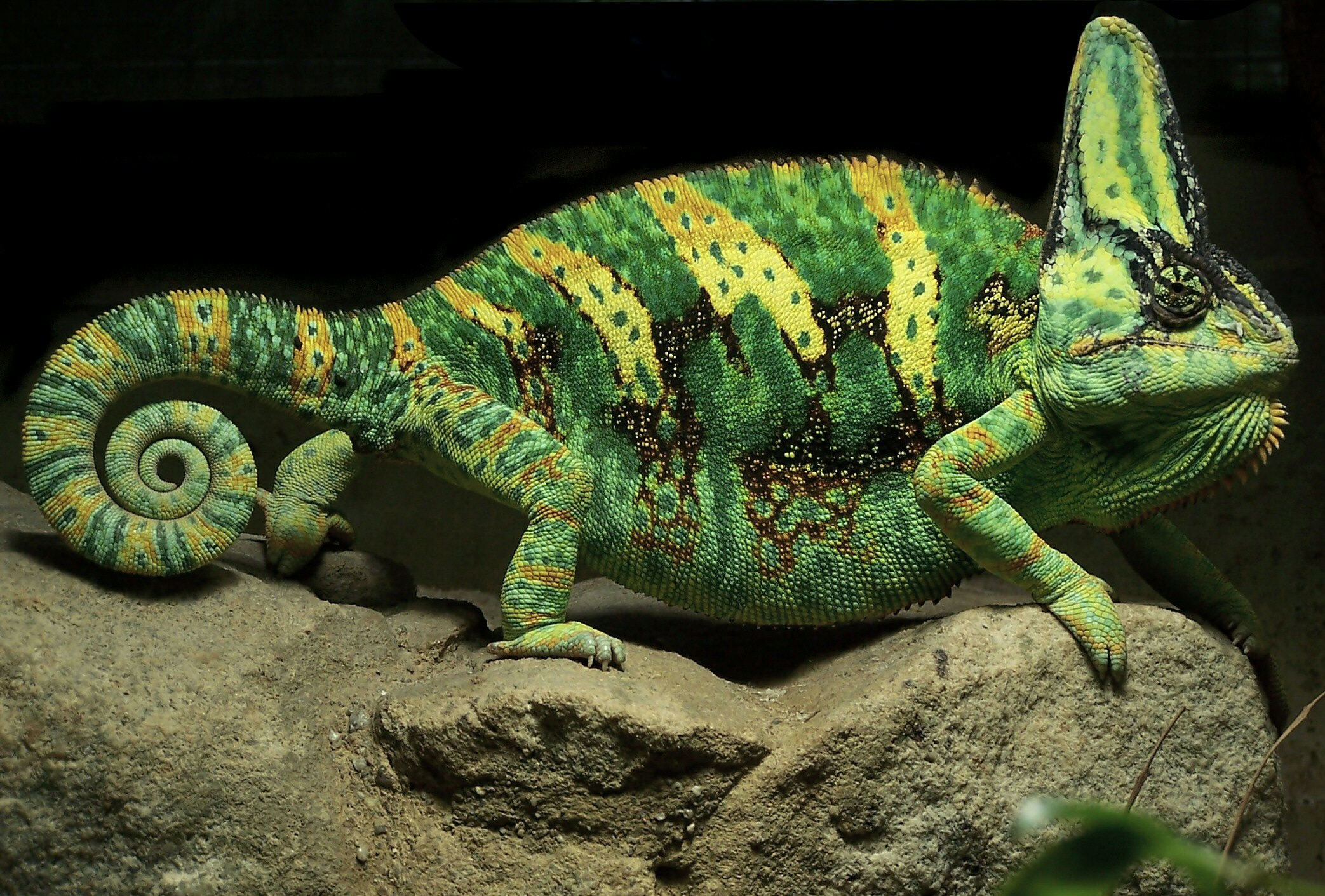
Patterns of the حرباء ذات القلنسوة, Chamaeleo calyptratus, evolved for تمويه and to signal mood and breeding condition.

أنماط في الطبيعة هي اطراد وانتظام، وتناسق مرئي، من حيث الشكل، متناثر في العالم الطبيعي. وهذه الأنماط تتكرر في سياقات مختلفة، ويمكن أن تكون في بعض الأحيان نموذج رياضي. وتشمل الأنماط الطبيعية تناظر، أشجار، لوالب، تعرجات، موجات، الرغاوي،، مصفوفات, شقوق و أشرطة. يمكن أن تفسر الرياضيات ، الفيزياء والكيمياء أنماط في الطبيعة على مختلف المستويات. وتظهر أوضح الأنماط في الكائنات الحية من خلال العمليات البيولوجية الانتقاء الطبيعي و الانتقاء الجنسي.

## التاريخ

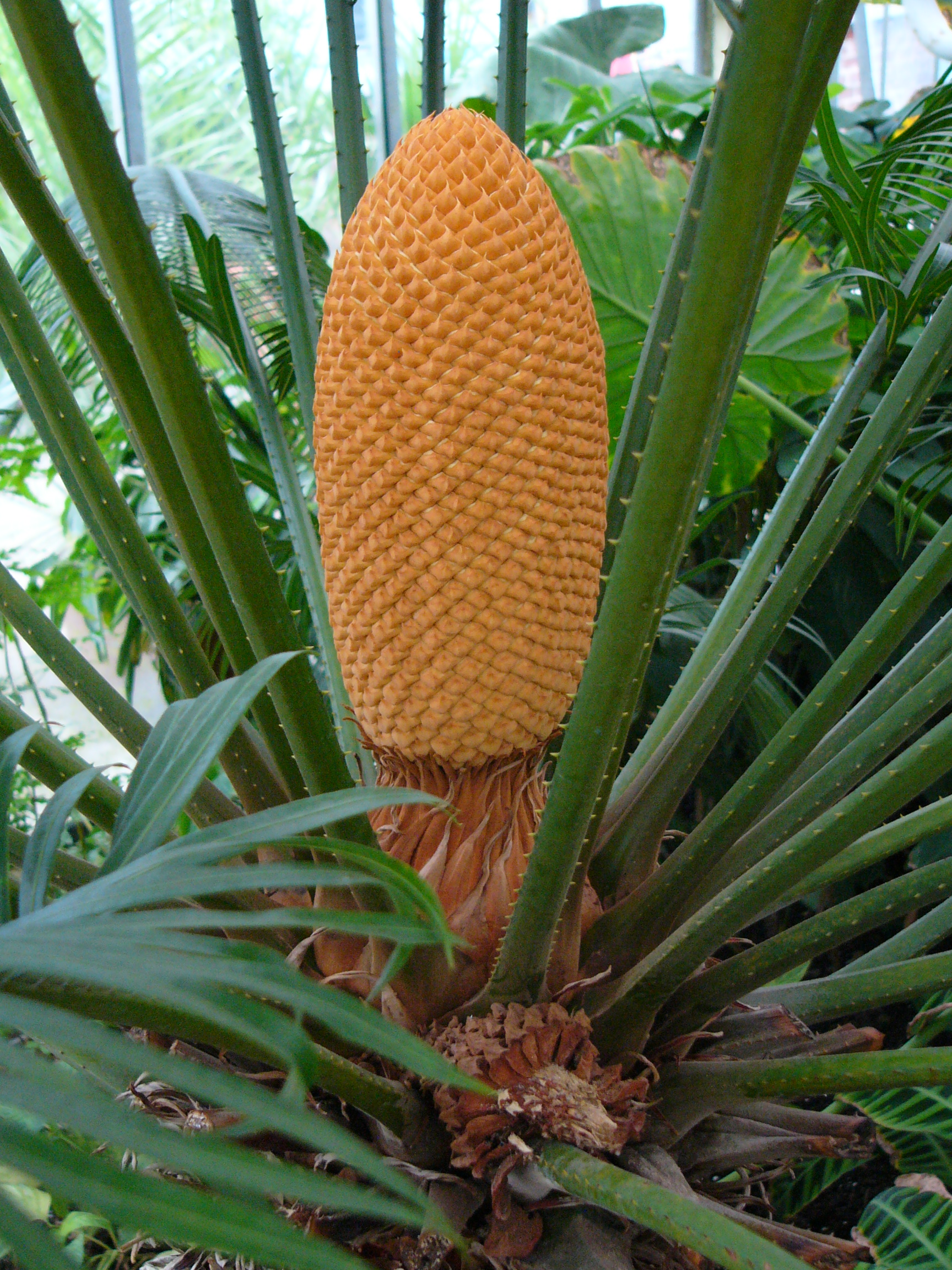
فيبوناتشي تحدث أنماط على نطاق واسع في مصنع هياكل بما في ذلك هذا مخروط الملكة ساغو، سيكاس مستدير

حاول الفلاسفة اليونانيين في وقت مبكر شرح أنماط في طبيعة، وتوقع المفاهيم الحديثة. أفلاطون (ج 427 - ج 347 قبل الميلاد) -وقد بحث فقط في عمله على الأنماط الطبيعية - جادل عن وجود المسلمات. واعتبر هذه تتألف من الأشكال مثالية (εἶδος  إيدوس :تعنى «شكل») منها الأشياء المادية هي ليست أكثر من نسخة ناقصة. وبالتالي، قد تكون الزهرة دائرية تقريبا، لكنها ليست ابدا دائرة رياضية مثالية . فيثاغورس شرح أنماط في الطبيعة مثل التجانس أو الهارمونى الموسيقى الذي ينشأ عن العدد، الذي اعتبره مكونا أساسيا من الوجود. إمبيدوكليس إلى حد ما كان يتوقع أن التفسير التطوري داروين لهياكل الكائنات .
في 1202، ليوناردو فيبوناتشي (ج 1170 - 1250 ج) قدم تسلسل عدد فيبوناتشي للعالم الغربي مع كتابه  ليبر أباشى  وهو كتاب تاريخي عن الحساب.
فيبوناتشي أعطى مثالا بيولوجيا، (غير واقعي)، على النمو في الأعداد من تعداد أرنب السكان. في عام 1917، دارسي وينتوورث طومسون (1860-1948) نشر كتابه  على النمو والشكل. خصصه لوصف و ترتيب الأوراق وعدد فيبوناتشي، والعلاقات الرياضية في أنماط النمو الحلزوني من النباتات، وهو كلاسيكي. وبين أن معادلات بسيطة يمكن أن تصف نماذج النمواللولبية المعقدة الظاهرة في قرون الحيوانات وأغلفة الرخويات.
الفيزيائي البلجيكي جوزيف بلاتو (1801-1883) صاغ مشكلة رياضية من وجود الحد الأدنى من السطح مع حدود معينة، والذي يدعى الآن باسمه. درس أفلام الصابون بشكل مكثف، وصاغ قوانين بلاتو التي تصف الهياكل التي شكلتها أفلام الرغاوي.
عالم النفس الألماني أدولف زايسنج (1810-1876) ادعى أن النسبة الذهبية بعبر عنها في ترتيب أجزاء النبات، وفي هياكل الحيوانات والنماذج المتفرعة من العروق والأعصاب، وكذلك في هندسة البلوراتs.
إرنست هيكل (1834–1919) painted beautiful illustrations of marine organisms, in particular شعوعيات، emphasising their تناظر to support his faux-تشارلز داروين theories of evolution.
The American photographer ويلسون بنتلي (1865–1931) took the first micrograph of a ندفة ثلج in 1885.
في القرن ال19، الفيزيائي البلجيكي جوزيف بلاتو درس فيلم الصابون، مما دفعه لصياغة مفهوم سطح الحد الأدنى. عالم الأحياء الألماني والفنان ارنست هيجل رسم مئات من الكائنات البحرية للتأكيد على التماثل.عالم الأحياء الإسكتلندي س د وينتوورث طومسون كان رائدا في دراسة أنماط النمو في كل من النباتات والحيوانات، وتبين أن معادلات بسيطة يمكن أن تفسر نمو دوامة. في القرن ال20، عالم الرياضيات البريطاني آلان تورنغ توقع آليات من التشكل التي تؤدي إلى أنماط من البقع والأشرطة. عالم الحياة أريستيد ليندين ماير وعالم الرياضيات الأمريكي الفرنسي بينوا ماندلبروت أظهر كيف يمكن فركتلات والرياضيات يمكن أن تخلق أنماط نمو النبات.

D'Arcy Thompson pioneered the study of growth and form in his 1917 book